# Brama (rodzaj)
Brama – rodzaj ryb z rodziny bramowatych (Bramidae). 

## Klasyfikacja
Gatunki zaliczane do tego rodzaju:
- Brama australis
- Brama brama – brama[3]
- Brama caribbea
- Brama dussumieri
- Brama japonica – brama japońska[4]
- Brama myersi
- Brama orcini
- Brama pauciradiata